# Carlos Alberto Algaba Soler
Carlos Alberto Algaba Soler, né le 18 juillet 1975, est un homme politique espagnol membre du Parti populaire (PP).

## Biographie

### Vie privée
Il est marié.

### Profession
Il est assesseur d'entreprises et agent.

### Carrière politique
Il est maire de Las Mesas depuis 2003. De 2004 à 2015 il est député provincial de Cuenca.
Le 20 décembre 2015, il est élu sénateur pour Cuenca au Sénat et réélu en 2016.